# Omphale clypeolata
Omphale clypeolata är en stekelart som beskrevs av Christer Hansson 1996. Omphale clypeolata ingår i släktet Omphale och familjen finglanssteklar. Inga underarter finns listade i Catalogue of Life.